# Präsidentschaftswahl in Rumänien 1996
Die Präsidentschaftswahl in Rumänien 1996 fand am 3. und am 17. November statt. In der ersten Runde erhielten Ion Iliescu von der Partei der Sozialen Demokratie Rumäniens (PDSR, heute PSD) und Emil Constantinescu, der Kandidat der „Rumänischen Demokratischer Konvention“ (CDR) – eines größeren bürgerlichen Parteienbündnisses – die meisten Stimmen. In der Stichwahl konnte sich Constantinescu gegen Iliescu durchsetzen. 

## Ergebnis
| Kandidaten                                | Parteien                                          | 1. Wahlgang | 1. Wahlgang | 2. Wahlgang | 2. Wahlgang |
| Kandidaten                                | Parteien                                          | Stimmen     | %           | Stimmen     | %           |
| ----------------------------------------- | ------------------------------------------------- | ----------- | ----------- | ----------- | ----------- |
| Emil Constantinescu                       | Convenția Democrată Română (PNȚCD)                | 3.569.941   | 28,2        | 7.057.906   | 54,4        |
| Ion Iliescu                               | Partidul Democrației Sociale din România          | 4.081.093   | 32,3        | 5.914.579   | 45,6        |
| Petre Roman                               | Uniunea Social-Democrată (PD – PSDR)              | 2.369.941   | 18,7        |             |             |
| György Frunda                             | Demokratische Union der Ungarn in Rumänien        | 761.411     | 6,0         |             |             |
| Corneliu Vadim Tudor                      | Partidul România Mare                             | 597.508     | 4,7         |             |             |
| Gheorghe Funar                            | Partidul Unității Naționale Române                | 407.828     | 3,2         |             |             |
| Tudor Mohora                              | Partidul Socialist                                | 160.387     | 1,3         |             |             |
| Nicolae Manolescu                         | Alianța Națională Liberală (PAC – PL93)           | 90.122      | 0,7         |             |             |
| Adrian Păunescu                           | Partidul Socialist al Muncii                      | 87.163      | 0,7         |             |             |
| Ioan Pop De Popa                          | Uniunea Națională de Centru (PDAR – MER – PUR)    | 59.752      | 0,5         |             |             |
| George Muntean                            | Partidul Pensionarilor din România                | 54.218      | 0,4         |             |             |
| Radu Câmpeanu                             | Alianța Național-Liberală Ecologistă (PNL-C – PE) | 43.780      | 0,3         |             |             |
| Nuțu Anghelina                            | Parteilos                                         | 43.319      | 0,3         |             |             |
| Constantin Mudava                         | Parteilos                                         | 38.477      | 0,3         |             |             |
| Costantin Niculescu                       | Partidul Național al Automobiliștilor             | 30.045      | 0,2         |             |             |
| Nicolae Militaru                          | Parteilos                                         | 28.311      | 0,2         |             |             |
| Gesamt                                    | Gesamt                                            | 12.652.900  | 100         | 12.972.485  | 100         |
|                                           |                                                   |             |             |             |             |
| Ungültige Stimmen                         | Ungültige Stimmen                                 | 435.488     | 3,3         | 106.398     | 0,8         |
| Wähler                                    | Wähler                                            | 13.088.388  | 76,0        | 13.078.883  | 75,9        |
| Wahlberechtigte                           | Wahlberechtigte                                   | 17.218.654  |             | 17.230.654  |             |
|                                           |                                                   |             |             |             |             |
| Quelle: Autoritatea Electorală Permanentă |                                                   |             |             |             |             |